# Elmer Burkett
Elmer Burkett (Glenwood, 1867. december 1. – Lincoln, 1935. május 23.) az Amerikai Egyesült Államok szenátora (Nebraska, 1905–1911).